# Samtgemeinde Thedinghausen
La comunità amministrativa di Thedinghausen (Samtgemeinde Thedinghausen) si trova nel circondario di Verden nella Bassa Sassonia, in Germania.

## Suddivisione
Comprende 4 comuni:
1. Blender
2. Emtinghausen
3. Riede
4. Thedinghausen

Il capoluogo è Thedinghausen.